# Сторонній (фільм, 1967)
«Сторонній» (італ. Lo straniero) — кінофільм італійського режисера Лукіно Вісконті 1967 року. В основу стрічки покладено сюжет однойменної повісті 1942 року французького письменника і філософа-екзистенціаліста Альбера Камю. У головних ролях задіяні Марчелло Мастроянні і Анна Каріна. Картина брала участь у Венеційському кінофестивалі 1967 року і була номінована на премію «Золотий глобус» (1968) у категорії «Найкращий фільм іноземною мовою».

## Сюжет
Дія картини відбувається у 1930-і роки у французькому Алжирі. Розповідь ведеться від імені дрібного клерка на ім'я Артур Мерсо (Марчелло Мастроянні) і складається з декількох епізодів.
Епізод перший. Поїздка Мерсо на похорони матері, де він, на думку, оточення, не виразив належним чином почуття втрати. Епізод другий. Наступного дня після похоронів Мерсо на пляжі започатковує стосунки з колишньою колегою (Анна Каріна), яку не кохає. Епізод третій. Стосунки Мерсо з безглуздим і агресивним сусідом із злочинними схильностями і їх спільна поїздка на море, під час якої Мерсо абсолютно безглуздо вбиває араба. Єдиним спонукальним мотивом його вчинку стали втрата контролю над собою внаслідок спеки і випитого алкоголю, а також елементарна низка випадковостей (неумисна зустріч, ніж, що блиснув, в руці у араба, пістолет в кишені у Мерсо). Епізод четвертий. Арешт Мерсо і суд, під час якого його звинувачують і засуджують на страту не стільки за те, що він убив людину, скільки за те, що він поводився не так, як належить на похороні його матері.

## В ролях
| Актор               | Роль         |
| ------------------- | ------------ |
| Марчелло Мастроянні | Артур Мерсо  |
| Анна Каріна         | Марі Кардона |
| Бернар Бліє         | адвокат      |
| Жорж Вільсон        | прокурор     |
| Брюно Кремер        | священик     |
| П'єр Бертен         | суддя        |
| Жорж Жере           | Раймон       |

## Фільми за творами Альбера Камю
За творами Камю було знято ще декілька фільмів, що не мали особливого резонансу. Найзначніші серед них — турецький фільм «Язгі (Рок)» (2001) також за мотивами роману «Сторонній», «Чума» (1992) за участю Вільяма Герта та Сандрін Боннер, а також «Перша людина» (2011) Джанні Амеліо.